# メタノールデヒドロゲナーゼ (シトクロムc)
メタノールデヒドロゲナーゼ (シトクロムc)(methanol dehydrogenase (cytochrome c))は、次の化学反応を触媒する酵素である。
第一級アルコール + 2 シトクロムcL {\displaystyle \rightleftharpoons } アルデヒド + 2 還元型シトクロムcL
この酵素の基質は第一級アルコールとシトクロムcLで、生成物はアルデヒドと還元型シトクロムcLである。
この酵素は酸化還元酵素に属し、シトクロムを受容体として供与体であるCH-OH基に特異的に作用する。組織名はmethanol:cytochrome c oxidoreductaseで、別名にmethanol dehydrogenase、MDHがある。